# Korolenkivka, Karlivka
Korolenkivka (în ucraineană Короленківка) este un sat în comuna Maksîmivka din raionul Karlivka, regiunea Poltava, Ucraina.

## Demografie
Componența lingvistică a localității Korolenkivka
     Ucraineană (98,28%)
     Rusă (1,29%)
Conform recensământului din 2001, majoritatea populației localității Korolenkivka era vorbitoare de ucraineană (98,28%), existând în minoritate și vorbitori de rusă (1,29%).